# Brand in de “Jonge Jan”
Brand in de “Jonge Jan” is een hoorspel naar het toneelstuk In de Jonge Jan. Monologen-spel in één bedrijf (1903) van Herman Heijermans. De VARA zond het uit op woensdag 20 april 1949. De regisseur was Willem van Cappellen. Het hoorspel duurde 65 minuten.
De eerste optische geluidsfilm uit 1922, gemaakt met het Duitse Tri-Ergon procédé : Der Brandstifter , was een filmadaptatie van de één-akter In de Jonge Jan.
Er bestaan geen bekende exemplaren meer van deze film.

## Rolbezetting
- Jan Arend, Ansing Arend, Gijs Blankert, Putten, Nicolaas Post, Bik, officier van justitie: Willem van Cappellen

## Inhoud
Er is brand gesticht in de “Jonge Jan”, het sigarenfabriekje van Jan Arend. Daarbij is diens kind, een meisje van drie jaar, omgekomen. De officier van justitie verdenkt meteen diens broer Ansing. Hij ondervraagt de beide broers en daarna de schoonvader, Gijs Blankert, vervolgens de herbergier Putten, de buurman Nicolaas Post en de verver Bik…